# Lineus scandinaviensis
Lineus scandinaviensis är en djurart som tillhör fylumet slemmaskar, och som beskrevs av Punnett 1903. Lineus scandinaviensis ingår i släktet Lineus och familjen Lineidae. Inga underarter finns listade i Catalogue of Life.